# Ronda española
Ronda española és una pel·lícula comèdia espanyola protagonitzada per José Suárez, Clotilde Poderós, Manolo Moran, Elena Salvador entre d'altres. El director és Ladislao Vajda. Es va estrenar el 1952.

## Sinopsi
Moltes dones de la Secció Femenina de Falange en els anys 50, van marxar a Amèrica amb vaixell per a mostrar en tots els seus països el folklore d'Espanya. L'espectacle era un entreteniment per als emigrats que estaven a l'altre costat de l'Atlàntic. Les dones van abandonar les seves llars i es van embarcar al "Monte Albertia". En el trajecte amb vaixell la relació entre tots els tripulants va ser d'allò més divertida, encara que moltes d'elles enyoressin el seu lloc d'origen. En tots els llocs que recorren, la sort està de la seva part.

## Context
La pel·lícula està basada en l'època dels anys 50. Moltes de les protagonistes van pertànyer a l'agrupació de «Coros y Danzas» de la Secció Femenina. La Secció Femenina pertanyia a la Falange Espanyola, i consistia en el fet que les dones havien de realitzar la formació militar de més curt temps que els homes, i per a això, realitzaven balls i cants per molts països. Moltes dones embarcarien rumb a Amèrica, encara que algunes no eren actrius. La Secció Femenina, estava dirigida per Pilar Primo de Rivera i va arribar a durar més de quaranta anys.

## Repartiment
- José Suárez com Pablo.
- Elena Salvador com Ángeles.
- Manolo Morán com Morgan.
- Esperanza Navarro com Ana.
- José María Rodero com Juan.
- Carolina Giménez com Mercedes.
- José Isbert com a Capità del vaixell.
- Milagros Leal com Lola.
- Clotilde Poderós com Victoria.
- Barta Barri com a Cap dels sabotejadors.
- Elvira Quintillá com Magdalea.
- Adriano Domínguez com Andrés.
- Margarita Alexandre com Diana.
- Roberto Zara com Giulio.
- Julia Martínez com Rosita.

## Premis
La pel·lícula va aconseguir un premi econòmic de 350.000 ptes, als premis del Sindicat Nacional de l'Espectacle de 1951.